# Sarah Clarke (Verwaltungsbeamtin)

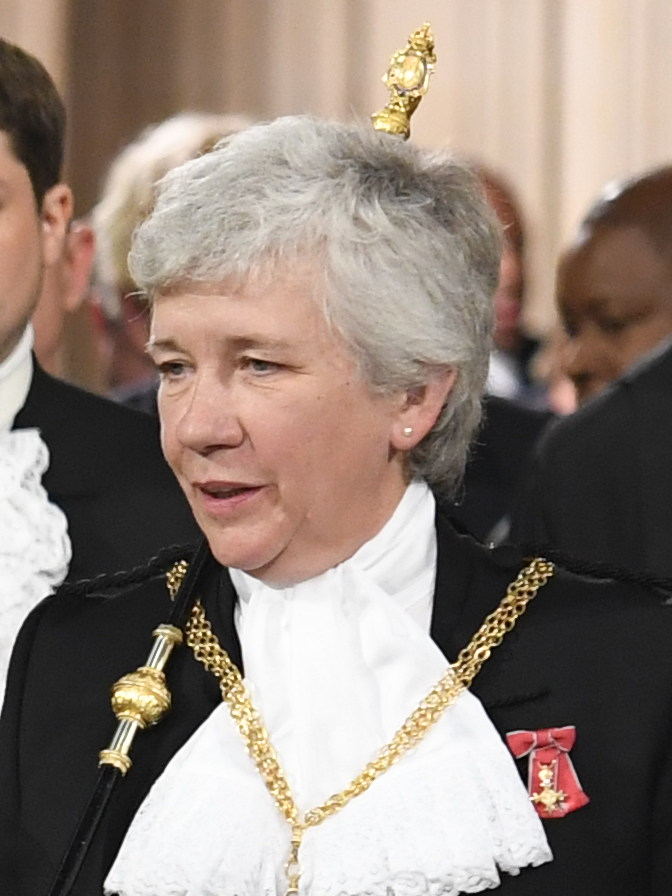
Sarah Clarke, 2019

Sarah Clarke OBE (* 12. Oktober 1965 in Wolverhampton, Staffordshire) ist eine britische Verwaltungsbeamtin. Seit dem 13. Februar 2018 ist sie die erste Lady Usher of the Black Rod seit Bestehen des Amtes im Jahr 1350.

## Leben
Clarke wurde am 12. Oktober 1965 in Wolverhampton, Staffordshire, England geboren. Dort ging sie auf eine Grammar School für Mädchen. Danach studierte Clarke am Roehampton Institute of Higher Education, welches sie 1988 mit einem Bachelor of Science verließ. Im Jahr 1993 erwarb sie ein Zertifikat am Institute of Marketing und zwölf Jahre später den Master of Science an der University of Leicester.
Clarke arbeitet als Turnierdirektorin für die Wimbledon Championships. Darüber hinaus war sie für vier Olympische Spiele, den London-Marathon und UK Sport tätig.
Im November 2017 wurde Clarke zur ersten Lady Usher of the Black Rod in der fast 670-jährigen Geschichte des Amtes ernannt und trat dieses am 13. Februar 2018 als Nachfolgerin von David Leakey an.